# 與你相戀的戀愛配方
《與你相戀的戀愛配方》是UNiSONSHiFT在2017年5月26日發售的戀愛冒險類型成人遊戲。

## 故事簡介
私立六華星學園有著各式各樣的專門課程，男主角二宮春馬從小就喜歡甜點因此決定選擇製菓學科，在課程中春馬認識了同樣喜歡製作甜點的女孩們。隨著時間經過，春馬除了精進了自己的技術外，更和女孩們變得要好。

## 登場角色

### 主要角色
二宮春馬
作品男主角，非常喜歡甜點而選擇了製菓學科，雖然沒有製作甜點的經驗，但熟悉甜點的知識。
橘乃乃香（聲：みたかりん）
蛋糕店的女兒，個性活潑，當認真做一件事時便會全心投入，尤其對於甜點更是如此。喜歡看少女漫畫，對戀愛有所憧憬。
大園柚姬（聲：風音）
出身名家的大小姐，個性不驕傲，對任何人都很溫柔。因為知道製菓學科的花梨老師相當有名而選擇該課程，實際上並無製作甜點的經驗。
鍵由楓花（聲：和葉）
和菓子老店「鍵屋」的女兒，對人很有禮貌，總是散發著悠閒自在的氣質，為了擴充自己的眼界選擇製菓學科。
白咲美繪瑠（聲：Miru）
學園長的女兒，因為怕麻煩而經常翹課。實際上擁有靈敏的味覺，只要吃一口食物便能給予評價。

### 學校
花梨老師（聲：遠野梵）
製菓學科的講師，以前曾在法國留學並在有名的糕點店擔任西點師傅，有著極為高明的技術。經常做女性打扮但實際是男性。
白咲莉賽特（聲：奏雨）
私立六華星學園的學園長，美繪瑠的母親。性格溫厚且經常帶著笑容，但生氣時非常可怕。

### Cafe・Chaleur(カフェ・シャルール)
位於學園與車站之間近住宅區的一間咖啡店，路上需要爬過緩坡，回身一望可以將住宅區以及海景盡收眼底。
梶浦洸（聲：小池竹蔵）
Cafe・Chaleur的，在名店修行之後獨自創立了Cafe・Chaleur，有著讓花梨也敬佩的點心技術，對於自己的工作感到自豪，在製作點心上絕不妥協。
但是除了製作點心外，招呼客人、收銀、會計的工作都不太行，因此全都交給了妹妹。
沉默寡言，但自從春馬成為常客之後，話也逐漸變多。
梶浦聖（聲：美月）
Cafe・Chaleur的服務生兼經理，與其兄相反，是一個喜歡聊天、愛照顧人的大姊姊
一方面擔心哥哥以後會不娶老婆，但另一方面覺得現在的狀態也不錯。
知道依哥哥的廚藝可以讓店裡更賺錢，但是尊重他的決定，對於"這間店是屬於洸的"擁有強烈意識。

## 主題曲
片頭曲「petit bonheur」
作詞、主唱：yuiko，作曲：Meis Clauson
片尾曲
作詞、主唱：yuiko，作曲：Meis Clauson

## 評價
《與你相戀的戀愛配方》於2017年度「萌系遊戲大賞」獲得月間賞及純愛系作品賞，並於年間排名獲得第6名。

## 外部連結
- 與你相戀的戀愛配方遊戲官網 （页面存档备份，存于）（日語）
- 《與你相戀的戀愛配方》在視覺小說數據庫的頁面 （英文）